# Autostrady w Chorwacji
Autostrady w Chorwacji (chor. l.poj. autocesta, l.mn. autoceste) – sieć głównych dróg krajowych o dopuszczalnej prędkości 130 km/h. Według chorwackiej definicji autostrada to droga posiadająca co najmniej trzy pasy ruchu w każdym kierunku (włączając pas awaryjny), o górnym ograniczeniu prędkości nie niższym niż 80 km/h i oznakowana specjalnym znakiem drogowym (po prawej).
Oznaczenia kodów autostrad składają się z litery A oraz liczby wpisanych w nieforemny zielony sześciokąt, analogicznie np. do greckiego oznakowania. Niektóre autostrady posiadają również nieformalne nazwy, np. Dalmatina czy Slavonika.

## Lista autostrad w Chorwacji

Sieć autostrad w Chorwacji (stan na 2012 r.)

Planowana sieć autostrad w Chorwacji (stan na 2009 r.)

### Istniejące
Lista opracowana na podstawie oficjalnego wykazu, opublikowanego w Narodne novine:
| Znak                               | Nieformalna nazwa                                 | Przebieg | Obecna długość |
| ---------------------------------- | ------------------------------------------------- | --- | -------------- |
| A1                                 | Dalmatinska autocesta, Autocesta kralja Tomislava | Zagrzeb (węzeł Lučko, ) – Karlovac – Bosiljevo – Split – Ploče – Opuzen – granica Bośni i Hercegowiny oraz granica Bośni i Hercegowiny – Dubrownik | 480,7 km       |
| A2                                 | Zagorska autocesta                                | Macelj (granica Słowenii) – Trakošćan – Krapina – Zagrzeb (węzeł Jankomir, )                                                                       | 61 km          |
| A3                                 | Posavska autocesta                                | Bregana (granica Słowenii) – Zagrzeb – Slavonski Brod – Bajakovo (granica Serbii)                                                                  | 306,4 km       |
| A4                                 | Varaždinska autocesta                             | Goričan (granica Węgier) – Varaždin – Zagrzeb (węzeł Ivanja Reka, )                                                                                | 97,6 km        |
| A5                                 | Slavonska autocesta Slavonika                     | Branjin Vrh (granica Węgier) – Beli Manastir – Osijek – Đakovo – węzeł Sredanci () – Svilaj (granica Bośni i Hercegowiny)                          | 88,6 km        |
| A6                                 | Primorsko-goranska autocesta                      | Węzeł Bosiljevo 2 () – Delnice – Rijeka (węzeł Orehovica, )                                                                                        | 81,2 km        |
| A7                                 | Kvarnerska autocesta                              | Rupa (granica Słowenii) – Matulji – Orehovica – Sveti Kuzam – Hreljin – Šmrika ()                                                                  | 44,62 km       |
| A8                                 | Učka autocesta                                    | Węzeł Kanfanar () – Pazin – Lupoglav – węzeł Matulji ()                                                                                            | 65 km          |
| A9                                 | Istarski ipsilon                                  | Węzeł Umag () – Kanfanar – węzeł Pula () | 78,4 km        |
| A10                                | Neretvanska autocesta                             | granica Bośni i Hercegowiny – Ploče () | 4,6 km         |
| A11                                | Sisačka autocesta                                 | Zagrzeb (węzeł Jakuševec, ) – Velika Gorica – Sisak                                                                                                | 40,8 km        |
| Łączna długość sieci autostradowej | Łączna długość sieci autostradowej                | Łączna długość sieci autostradowej | 1428 km        |

### Planowane
Aktualnie istnieją plany budowy jednej nowej autostrady:
| Znak | Nieformalna nazwa       | Przebieg | Długość | Długość   |
| Znak | Nieformalna nazwa       | Przebieg | Obecna  | Planowana |
| ---- | ----------------------- | --- | ------- | --------- |
| AZ   | Nova obilaznica Zagreba | Węzeł Pojatno (A2) – węzeł Gradna (A3) – węzeł Horvati (A1) – węzeł Mraclin (A11) – węzeł Ivanić Grad 1 (A3) – węzeł Zelina (A4) | 0 km    | 106 km    |

### Dawne
| Oznaczenie pierwotne | Zakładany przebieg                                                                | Oznaczenie aktualne | Informacje dodatkowe |
| -------------------- | --------------------------------------------------------------------------------- | ------------------- | --- |
| A12                  | Węzeł Sveta Helena (A4) – Vrbovec – Križevci – Koprivnica – Gola (granica Węgier) | D10                 | W związku z rezygnacją z wybudowania autostrady zmieniono kategorię trasy na drogę krajową i nadano numer D10.           |
| A13                  | Węzeł Vrbovec 2 (A12) – Bjelovar – Virovitica – Terezino Polje (granica Węgier)   | D12                 | W związku z rezygnacją z wybudowania autostrady zmieniono kategorię trasy na drogę krajową, przydzielając jej numer D12. |

## Galeria

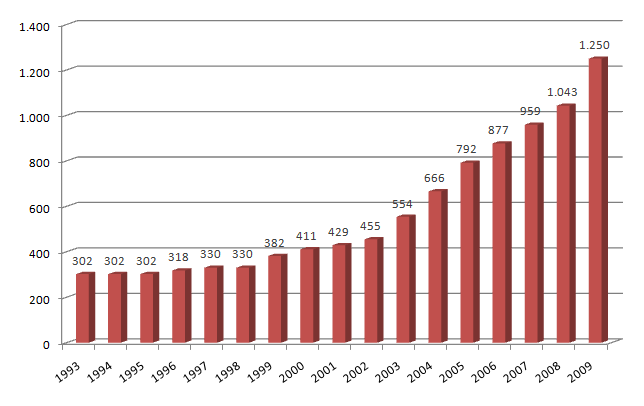
Dynamika budowy autostrad w Chorwacji od czasu uzyskania niepodległości
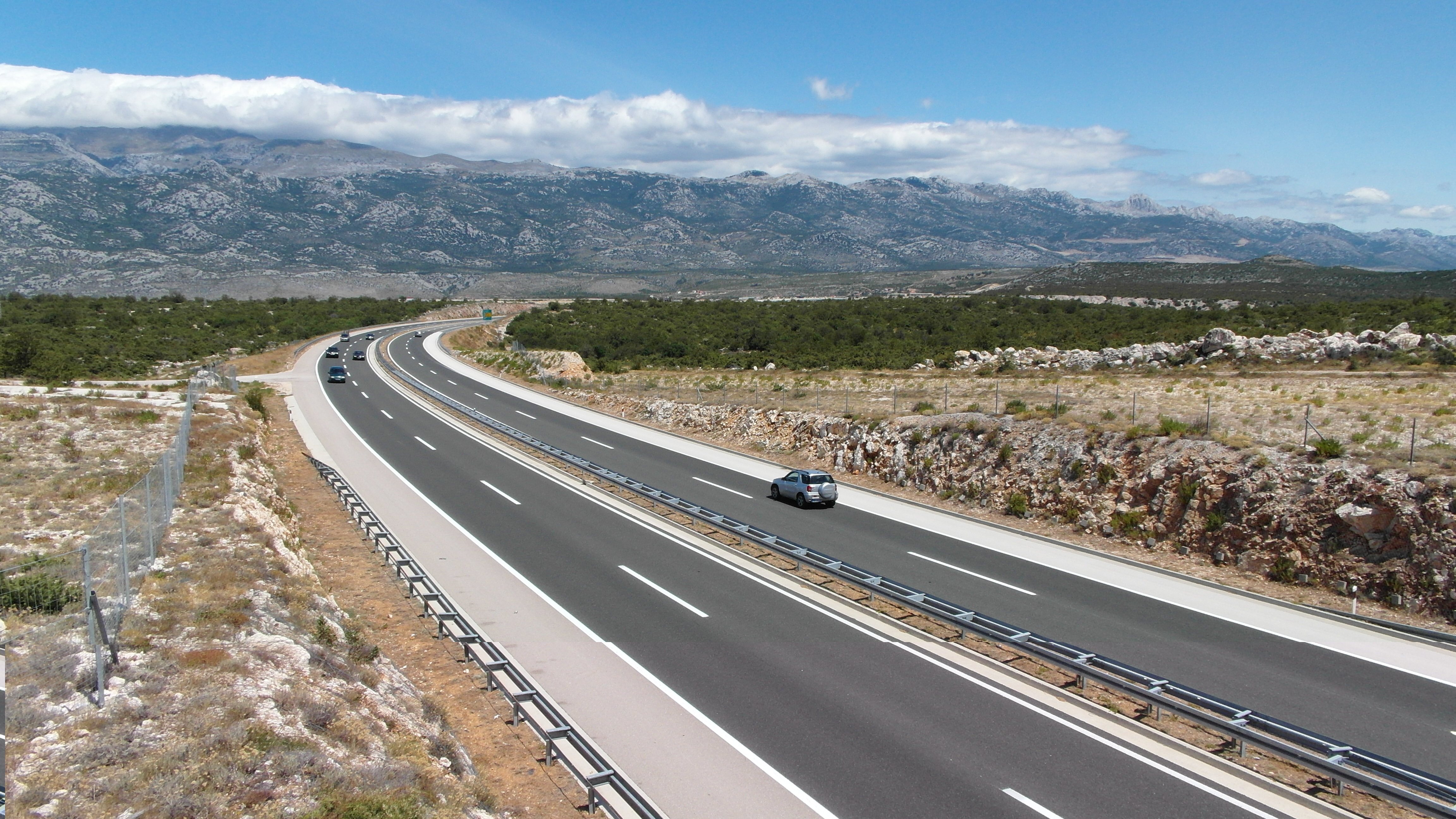
Autostrada A1 w pobliżu węzła Maslenica
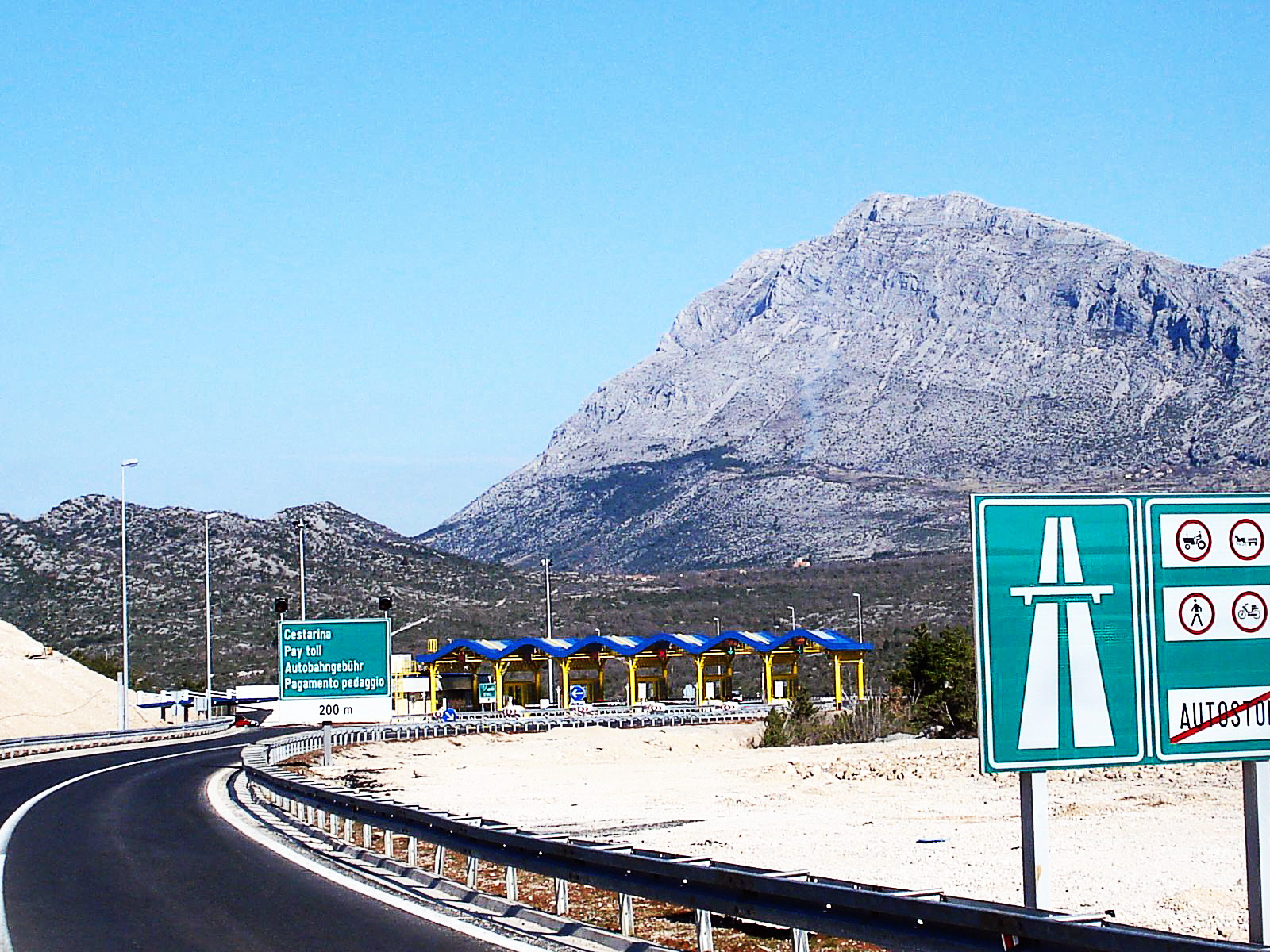
Punkty poboru opłat autostrady A1 w Ravče
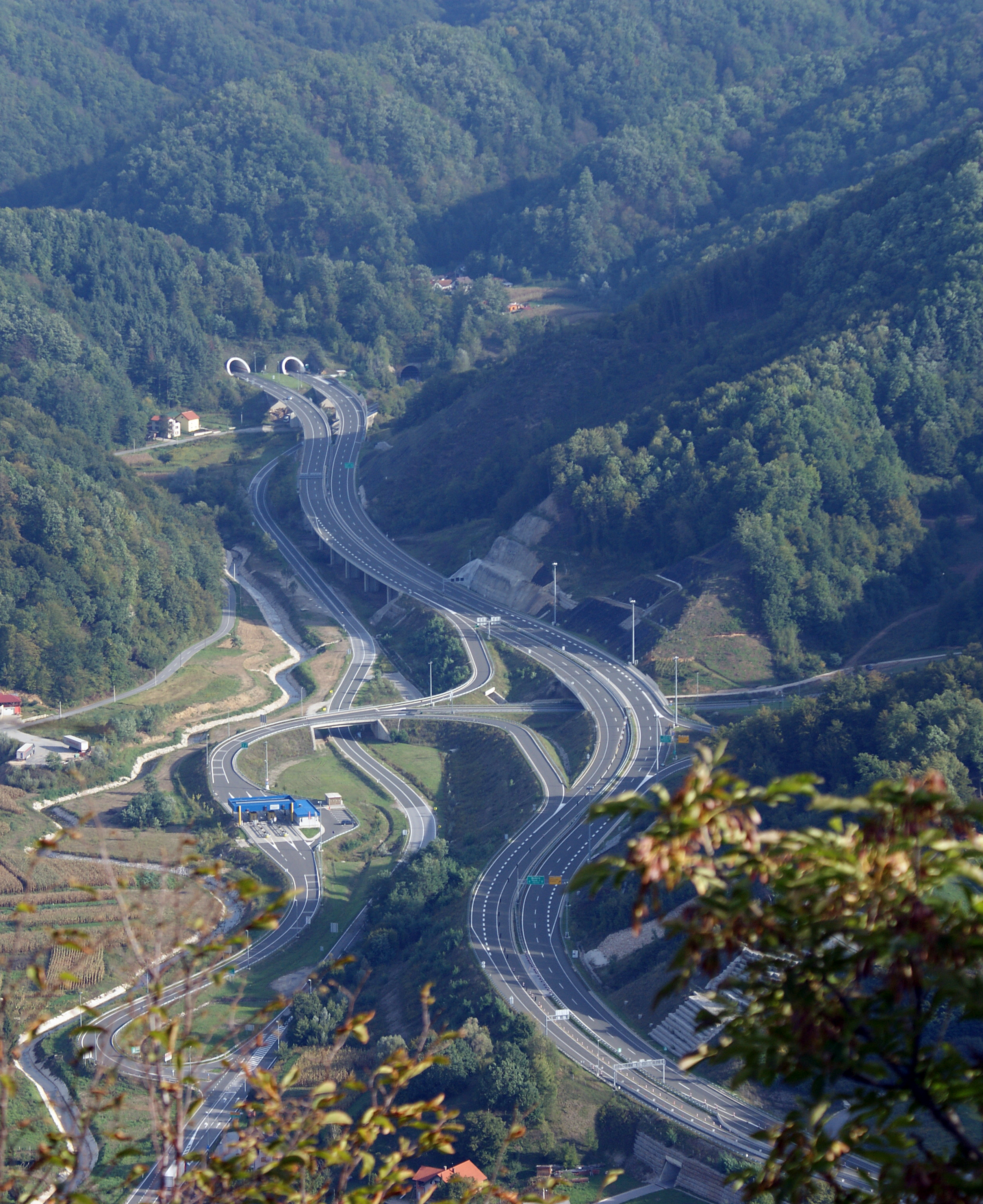
Autostrada A2 w pobliżu Đurmanec
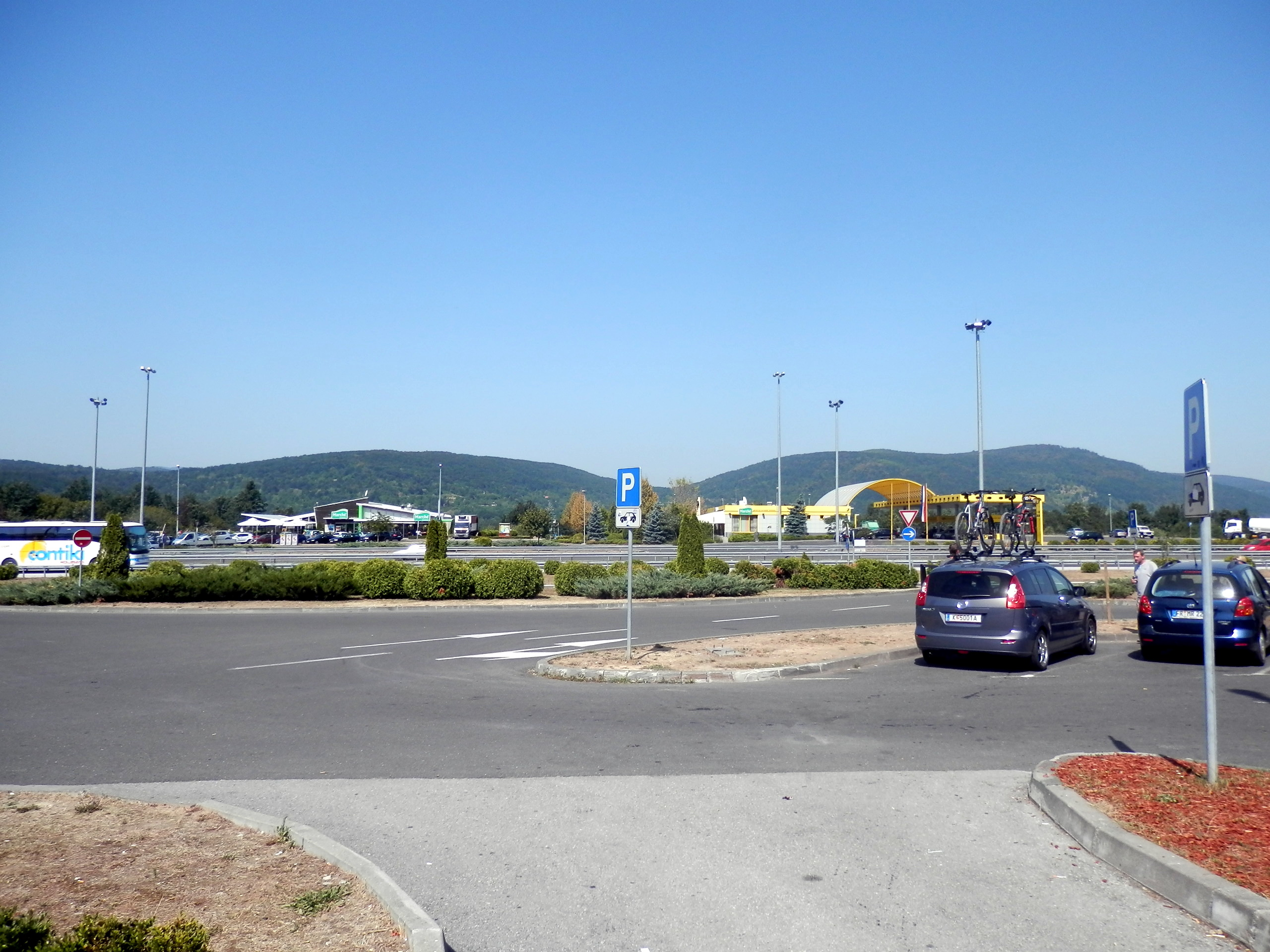
Parking dla samochodów osobowych na autostradzie A1
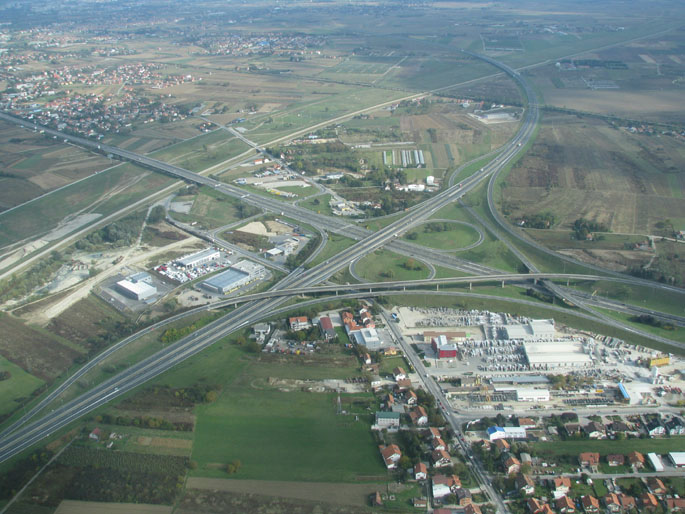
Węzeł Lučko koło Zagrzebia